# Ujjain (Division)
Die Division Ujjain (Hindi उज्जैन संभाग) ist eine Division im indischen Bundesstaat Madhya Pradesh. Die Hauptstadt ist Ujjain.

## Geschichte
Die Division wurde am 1. November 1977 eingerichtet.

## Distrikte
Die Division  besteht aus sieben Distrikten:
| Distrikt   | Hauptstadt | Fläche in km² | Einwohner (Stand: 2011) | Bev.-Dichte in E/km² |
| ---------- | ---------- | ------------- | ----------------------- | -------------------- |
| Agar Malwa | Agar       | –             | –                       | –                    |
| Dewas      | Dewas      | 7.020         | 1.563.715               | 223                  |
| Mandsaur   | Mandsaur   | 5.530         | 1.340.411               | 242                  |
| Neemuch    | Neemuch    | 4.256         | 826.067                 | 194                  |
| Ratlam     | Ratlam     | 4.861         | 1.214.536               | 250                  |
| Shajapur   | Shajapur   | 6.195         | 1.512.681               | 244                  |
| Ujjain     | Ujjain     | 6.091         | 1.986.864               | 326                  |

1. 1 2 3 4 5 6  Der Distrikt Agar Malwa wurde 2013 aus Teilen des Distrikts Shajapur gebildet. Letzterer wurde dabei verkleinert. Die hier wiedergegebenen Zahlen geben den Stand beim Zensus 2011 wieder.